# Dorchester (Nebraska)
Dorchester es una villa ubicada en el condado de Saline en el estado estadounidense de Nebraska. En el Censo de 2010 tenía una población de 586 habitantes y una densidad poblacional de 475,33 personas por km².

## Geografía
Dorchester se encuentra ubicada en las coordenadas 40°38′51″N 97°6′54″O / 40.64750, -97.11500. Según la Oficina del Censo de los Estados Unidos, Dorchester tiene una superficie total de 1.23 km², de la cual 1.23 km² corresponden a tierra firme y (0%) 0 km² es agua.

## Demografía
Según el censo de 2010, había 586 personas residiendo en Dorchester. La densidad de población era de 475,33 hab./km². De los 586 habitantes, Dorchester estaba compuesto por el 90.78% blancos, el 1.02% eran afroamericanos, el 0.17% eran amerindios, el 0.17% eran asiáticos, el 0% eran isleños del Pacífico, el 6.83% eran de otras razas y el 1.02% pertenecían a dos o más razas. Del total de la población el 9.73% eran hispanos o latinos de cualquier raza.